# تود دوفي
تود دوفي (بالإنجليزية: Todd Duffee؛ مواليد 6 ديسمبر 1985) هو مُقاتل فنون قتالية مختلطة أمريكي.

## وصلات خارجية
- تود دوفي على موقع يو إف سي (الإنجليزية)
- تود دوفي على موقع شيردوغ (الإنجليزية)
- تود دوفي على موقع Tapology.com (الإنجليزية)
- تود دوفي على موقع IMDb (الإنجليزية)
- تود دوفي على موقع قاعدة بيانات الفيلم (الإنجليزية)